# Ponor am Hahnenbuck

Lage von Ergersheim

Der Ponor am Hahnenbuck, bei Ergersheim, im Landkreis Neustadt an der Aisch-Bad Windsheim in Mittelfranken in Bayern wurde 1994 im Gipskarst entdeckt.
Durch den Gipsabbau kam ein Ponor (auch Schluckloch oder Bachschwinde genannt) zum Vorschein, der vollständig ausgegraben wurde. Der trichterförmige Schacht war noch etwa 4,0 m tief. Ursprünglich betrug die Tiefe mit Abflusskanal etwa 8,5 m. Der Randdurchmesser lag bei 12,0 bis 15,0 m.
Vom Menschen genutzte Dolinen im Bereich des Gipskeupers sind im westlichen Franken, im Bereich der Windsheimer Bucht, näher untersucht worden. In Schicht 7 kamen Scherben der Rössener Kultur (4600–4300 v. Chr.) zu Tage. Zu den Funden zählen Tonscherben, zwei menschliche Schädel und Skelettteile, die durch einströmendes Wasser verlagert waren. In etwas höherem Niveau fanden sich Kulturreste der Schnurkeramik, ebenfalls mit Resten zweier Menschen. Die letzte Füllschicht der Doline (Schicht 8) enthielt frühbronzezeitliche Keramikscherben, Holzkohle und Tierknochen. Gefunden wurden insgesamt rund 36 000 Keramikscherben mit einem Gewicht von über 300 Kilogramm.